# Антиутопия
 Тази статия е за термина.  За пиесата на Агоп Мелконян вижте Антиутопия (пиеса).  
Антиуто́пия или дисто́пия (от гръцки: δυσ – лош, непоносим и τόπος – място; cacotopia, dystopia) е представа за общество или общност в несъществуващ дехуманизиран, нежелан свят.
Понятието се разглежда като критически поглед върху съответен утопичен план, представен в бъдещето и доведен до кошмарни крайности. Често може да се определя и като антоним на „Утопия“ на Томас Мор. Антиутопичните сюжети представят тоталитарни режими, свръхтехнологични общества, екологични катастрофи и др. Антиутопични сюжети се наблюдават в литературни творби, филми, игри, граничещи между фантастичното и реалното.

## Етимология
Антиутопия, дистопия или какотопия се използват като синоними. В българския език най-използван е терминът антиутопия. Представката „анти-“ се среща още в санскрит, гръцки и латински, във всички езици е със значение против това или противоположно на това, което се назовава с мотивиращата дума. Следователно антиутопия е отричане или противоположност на утопията – място, което не съществува; / утопия οὐ – „не“ и τόπος – „място“/. Във всичките си варианти dystopia, anti-utopia, cacotopia понятието е с един корен – гр. τόπος – място, тоест разгръща модела на вече описвано „място“.

## История
Първата записана употреба на cacotopia е от в периодичното издание „News from the Dead: or the Monthly Packet of True Intelligence from the Other World. Written by Mercury“ през 1715 г. и е приписвана на Томас Берингтън, в реч, в която изказва мнението си за кошмарната политическа обстановка в Англия. Първите литературни антиутопии се появяват в края на XIX и началото на XX век – „Ние“ на Евгений Замятин, „Прекрасният нов свят“ на Олдъс Хъксли и „1984“ на Джордж Оруел, като отзвук на нарастващата тревожност за бъдещето, идеологиите и все по-преобладаващите утопични планове.

## Видове антиутопия
Според обществения модел, който авторът е избира да разгърне, критикува или утвърди, условно се наблюдават следните видове антиутопии:
- Политическа

1. Антикапиталистическа – „Желязната пета“ – Джак Лондон
2. Антисоциалистическа – „Химн“ – Айн Ранд

- Антирелигиозна – „Джамията „Парижката Света Богородица“: 2048 година“ – Елена Чудинова
- Антитехнологична – „Механичното пиано“ – Кърт Вонегът
- Антиутопии, които предлагат модел на идеално общество, без да са политически натоварени – „Повелителят на мухите“

Без значение каква тема разработва, сюжетът на антиутопията е винаги идеологически натоварен.

## Общо за антиутопиите
Политически антиутопични сюжети – разказват история за определен политически утопичен план, превърнал се в нетърпим (най-често) тоталитарен режим. Изпълнени с песимистични нагласи спрямо властимащата политическа класа, която управлява брутално и незаинтересовано. Държавната структура е в различни степени технологично развита, но почти винаги си е осигурила възможността за двадесет и четири часово наблюдение по всякакви начини. Обществата в този вид дистопии почти винаги са безкласови. Всички граждани са равни, оттам – еднакви, дори обезличени (основно в антисоциалистическите). Например в романа „Ние“ на Евгений Замятин имената са заменени с комбинация от цифри и буква, отговаряща на съответния пол. В 1984 г. държавният апарат е усложнен с различни министерства, упражняващи контрол върху съответните области от ежедневието – Министерство на любовта, Министерство на истината. Гражданите са подслушвани, наблюдавани и контролирани през целия им живот. Натоварени с абсурдни задължения, наложени със закон (1984 – всеки е задължен да пуска телевизора си при влизане вкъщи, тъй като екранът е едно от средствата за наблюдение). Жителите на описвания дефективен свят нямат право на любов и чувства, а семейството е превърнато единствено в задължителна единица и граждански дълг към управляващите. Историята и езика се променят от Държавата, така че да са в нейна служба. Отчуждението се счита за добродетел. Всяка проява на чувства или мнение се приема като неподчинение и следва тежкото наказание на Държавата – най-често заличаване на индивида (номера).
Технологичният напредък е разглеждан единствено като негативен за човечеството. В „Машината спира“ Форстър разказва за свят, в който хората са принудени да живеят под земята, поради силното замърсяване на въздуха и комуникират помежду си само чрез аудио и видео връзки. В живота им машината е заела върховенство, създадена за улесняване и удобство на човека, тя се е превърнала в бъдеще, единствена защита и законотворец – всеки, който наруши установения ред или застраши машината, бива изхвърлен на земята. Пример за религиозни дистопии са – „Джамията „Парижката Света Богородица“: 2048 година“ от Елена Чудинова, където Европа е под мюсюлманско управление, Европейският съюз е преименуван на Еврабия. Всички католически храмове се унищожават, символът на християнска Европа „Парижката Света Богородица“ е превърнат в джамия. В това бъдеще християните живеят в гета.

## Литературни антиутопии
- „Игрите на глада“ от Сюзан Колинс
- „Ние“ от Евгений Замятин
- „Химн“ от Айн Ранд
- „Атлас изправи рамене“ от Айн Ранд
- „12 маймуни“ от Тери Гилиъм
- „451 градуса по Фаренхайт“ от Рей Бредбъри
- „1984“ от Джордж Оруел
- „Еквилибриум“ от Кърт Уимър
- „Планетата на маймуните“ от Пиер Бул
- „Механично пиано“ от Кърт Вонегът
- „Прекрасният нов свят“ от Олдъс Хъксли
- „Белият гущер“ от Павел Вежинов
- „Историята на прислужницата“ от Маргарет Атууд

## Филмови антиутопии
- „Аз съм легенда“ – режисьор Франсис Лорънс
- „Матрицата“ – режисьори Братята Уашовски
- „Еквилибриум“ – режисьор Кърт Уимер
- „Игрите на глада“ – режисьор Гари Рос
- „Бразилия“ – режисьор Тери Гилиъм
- „Блейд Рънър“ – режисьор Ридли Скот
- „Историята на прислужницата“ – [3]
- „Портокал с часовников механизъм“ – режисьор Стенли Кубрик